# 磯山さやかと奥山隆保先生ラジオ健康相談室
『磯山さやかと奥山隆保先生ラジオ健康相談室』とは、ニッポン放送で2013年4月1日から10月5日まで放送していたラジオの健康情報番組である。

## 番組概要
この番組では、快適な睡眠のとり方などの、健康にまつわるワンポイントアドバイスを整形外科医の奥山先生とともに紹介するもので、リスナーから寄せられた健康に関する様々な質問や相談にも回答した。
通常は月曜19:00から19:20までの放送であったが、ナイターオフ編成の都合上最終回の10月5日のみ土曜日の21:00に放送された。後継番組は『磯山さやかのGoodナイト!Goodトーク!』。

## 出演者
- 磯山さやか
- 奥山隆保

千葉県千葉市で創立38年を迎えた『さつきが丘医院』院長、整形外科医。健康のプロとして肩こりや首痛の相談を受け続けてきた医学博士である。